# Sigrid Storråde
Sigrid Storråde (islandsk: Sigríðr stórráða) var en nordisk dronning, hvis historie, der hersker stor usikkerhed om. Ifølge Olav Tryggvasons saga levede hun fra ca. 967 til ca. 1014 og var datter af Skoglar-Toste, en svensk stormand. Hun blev først gift med Erik Sejrsæl og fik med ham den senere svenske konge Olof Skötkonung. Senere i 994 blev hun gift med kong Svend Tveskæg, med hvem hun fik fem døtre, heriblandt Estrid Svendsdatter, Svend Estridsens mor og Knud den Stores halvsøster. Hun skal endvidere have indebrændt Harald Grenske, far til Olav den hellige, og været trolovet med Olav Tryggvason. Deraf stammer hendes tilnavn, der betyder stolt. Det fortælles også, at Sigrid nægtede at lade sig døbe, men var ’’hedensk som en hund’’. Da Olav Tryggvason hånede hende, planlagde hun den krig, der førte til hans død i slaget ved Svold.
Hun optræder i adskillige sagaer og historiske krøniker, men det er usikkert, om hun var en historisk person, eller en fiktiv, der bygger på forskellige kvinders liv. Hun er identificeret under flere navne; fx Świętosława, Saum-Aesa og Gunnhilda. Ud fra kildematerialet er det vanskeligt at afdække autenticiteten af sagaernes beretninger. Det er fx foreslået, at det var en slavisk prinsesse, som var mor til Olaf Skötkonung, og som senere giftede sig med Svend Tveskæg. Om hun er identisk med Sigrid Storråde kan ikke bevises. Skoglar-Toste knyttes blandt andet til Axvalla Hus i Sverige, det kan meget vel have været hans hjem